# Johannes von Miquel
Johannes Franz Miquel, anobli en 1897 en von Miquel (né le 19 février 1828 à Neuenhaus, arrondissement du Comté de Bentheim et mort le 8 septembre 1901 à Francfort-sur-le-Main) est un homme d'État prussien, il fut notamment ministre des Finances et maire de Francfort.

## Famille
Il est issu d'une famille française originaire de Cahors, qui a émigré à Düsseldorf. Sa généalogie remonte jusqu'à Marc Miquel en 1670 dans cette même ville. Son père vit à Neuenhaus dans l'arrondissement du Comté de Bentheim. Il est élevé dans la religion évangélique bien qu'il ait été baptisé dans la religion catholique. Son frère aîné Franz Wilhelm Miquel (de) est professeur dans un gymnasium ainsi que rédacteur. Il se fiance à Bertha Markheim (de), sœur de Julius Rodenberg, en 1852.
Miquel se marie le 15 septembre 1865 à Emma Wedekind (née le 14 juillet 1847 à Bissendorf, arrondissement d'Osnabrück et décédée le 16 décembre 1915 à Cassel) dans la ville de Hanovre. C'est la fille du consul de Hanovre à Palerme Karl Wedekind (de) et de Julie Ehmsen. De ce mariage naissent trois fils et une fille. Parmi eux, Walther von Miquel, juriste. Le résistant Rudolf von Scheliha est un de ses petits-fils.

## Biographie

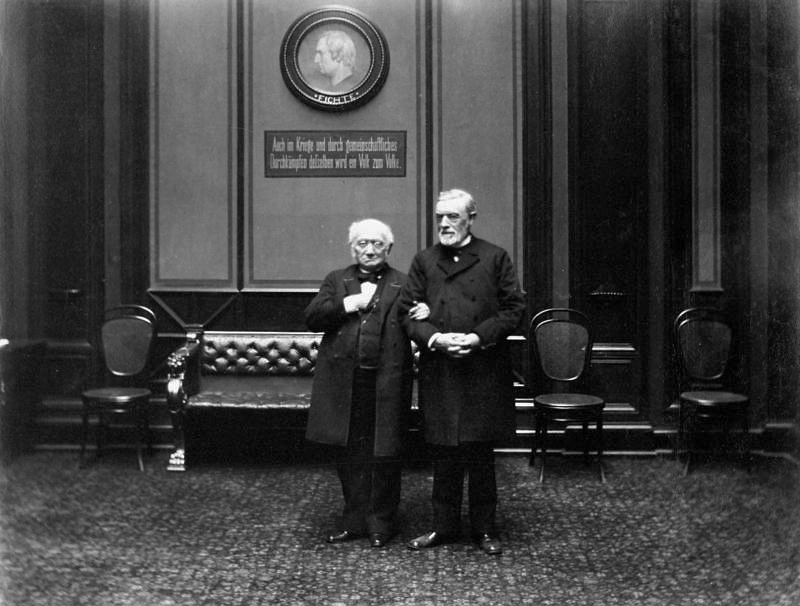
Miquel (à droite) aux environs de 1889 au Reichstag

### Études et marxisme
Miquel étudie le droit de 1846 à 1849, d'abord à Heidelberg puis à Göttingen. Il est d'abord séduit par l'idéologie communiste et à des contacts avec Karl Marx. En 1848, il prend part aux mouvements étudiants en tant que démocrate radical et est jusqu'en 1852 un membre de la ligue des communistes.

### Parlementaire libéral
Après la fin de ses études, il s'installe en tant qu'avocat à Göttingen et se tourne vers le libéralisme. En 1855, il entre à l'Obergericht (tribunal supérieur) et en 1857 au conseil municipal de la ville. En 1859, il fonde, avec le meneur des libéraux dans le royaume Rudolf von Bennigsen, le Deutscher Nationalverein, une association favorable à la solution petite-allemande pour réaliser l'unité allemande. En 1864, il est élu dans la seconde chambre des députés du royaume de Hanovre où il fait partie de l'opposition. Après l'annexion de Hanovre par la Prusse en 1866, il contribue à l'assimilation de la nouvelle province dans le nouvel ensemble ainsi créé.
En 1867, il est l'un des fondateurs d'importance du parti national-libéral. Il siège de 1867 à 1882 dans la chambre des députés prussienne, la chambre basse du parlement. Il fait partie de l'aile à la droite du parti. Il représente dans la chambre la 7e circonscription de Hanovre, ce qui correspond à Osnabrück. De 1867 à 1870 il siège au Reichstag de la confédération de l'Allemagne du Nord et y représente la 4e circonscription (Osnabrück - Bersenbrück - Iburg),. De 1871 à 1877, il représente la circonscription principauté de Waldeck au Reichstag de l'Empire allemand,. Au parlement, il est spécialiste de l'harmonisation juridique dans l'Empire. De 1874 à 1876, il est président de la commission juridique du parlement. Il y travaille à la rédaction à du code civil et pénal, ainsi qu'à la Gerichtsverfassungsgesetz.
En parallèle de sa carrière parlementaire, Vom Miquel est actif dans l'administration et dans les affaires. De 1865 à 1870, il est adjoint puis maire d'Osnabrück. En 1870, il devient directeur de la banque société Disconto. Il démissionne de ce poste en 1876 pour éviter d'éventuel conflit d'intérêts avec ses fonctions parlementaires,,.

### Mairie de Francfort
En 1877, il quitte progressivement le Reichstag pour se consacrer à la politique communale. Ainsi en 1876, il redevient maire d'Osnabrück, ou il mène une politique favorable aux artisans, puis en 1880, il succède à Daniel Heinrich Mumm von Schwarzenstein (de) à la mairie de Francfort-sur-le-Main. Il met en place une politique fiscale avantageuse et transforme la ville impériale et métropole moderne. Il y fait notamment construire une première station d'épuration en 1882, il canalise le Main et aménage le port de l'Ouest en 1886 et fait construire la gare centrale de Francfort en 1888. De 1886 à 1890, il est membre pour l'arrondissement de Francfort du parlement communal de Nassau.

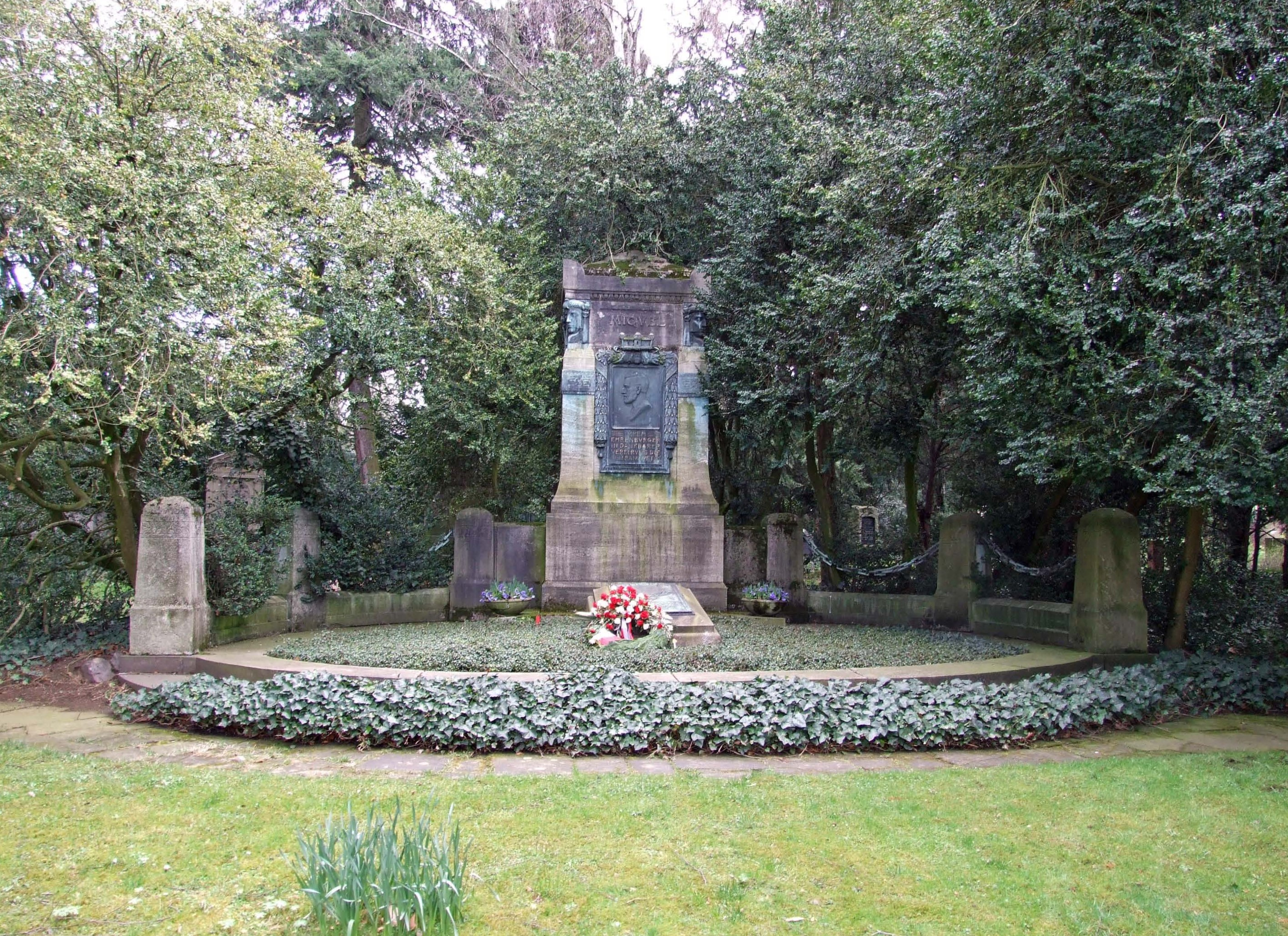
Tombe au cimetière Hauptfriedhof de Francfort-sur-le-Main

Avec le temps sa pensée politique évolue et devient moins libérale, moins oppositionnelle. Il est un artisan de la collaboration avec les conservateurs. Cela se manifeste dans la déclaration d'Heidelberg qu'écrit Johannes von Miquel en 1884 et sert de ligne directrice au parti national-libéral. Elle approuve la politique de Bismarck en matière militaire, coloniale, anti-socialiste, douanière, pour la protection de l'agriculture et des entreprises de taille moyenne, ainsi que pour la suprématie de l'État par rapport aux partis politiques. Elle renonce à tout programme à la Gladstone, comme le soutient le Parti radical allemand. Si les provinces de l'est de la Prusse sont tout d'abord réticentes, rapidement tout le parti suit cette ligne.
Miquel est un ferme défenseur de la création d'une sécurité sociale et de la politique sociale en général qu'il considère comme une des questions politiques les plus importantes pour le futur. Il est favorable à une politique du logement, pour la propriété, la politique défensive et la reconnaissance des syndicats.
Il devient également un actif partisan de l'expansion coloniale allemande. En 1882, il est un des fondateurs de l'association coloniale allemande.
En 1887, lors des élections du Reichstag une vaste alliance politique appelée cartel réunie libéraux et conservateurs. Il est élu dans deux circonscriptions en même temps cette fois-ci : la seconde de Hesse (Friedberg- Büdingen) et la sixième du Palatinat (Kaiserslautern). Il accepte le second vote et est reconduit en 1890, il doit toutefois quitter ce poste à la suite de sa nomination au poste de ministre des finances le 24 juin 1890,. Miquel est également membre de la chambre des seigneurs de Prusse, qui est la chambre haute du parlement, de 1882 à 1890.

### Ministre des Finances
En 1890, il est nommé ministre des Finances de Prusse par le chancelier impérial et ministre-président prussien Leo von Caprivi. Il met en place un système de taxes novateur qui est toujours en place dans ses grandes lignes composé de : l'impôt sur le revenu, l'impôt foncier et d'une taxe professionnelle. La loi est votée en 1891. La vraie nouveauté tient à la progressivité du taux d'imposition, ainsi le taux est de 0,62 % pour la tranche touchant de 900 à 1 050 marks et de 4 % pour ceux touchant plus de 100 000 marks. Elle équilibre également les revenus revenant aux États et ceux revenant aux communes. Cette loi est couramment désignée par son nom,.
Le succès de la loi, lui permet le 14 juillet 1893 de faire voter une réforme du droit communal ambitieuse. Si les grands propriétaires sont relativement favorisés par la loi, ce qui conduit à des controverses, elle introduit des sources de revenus directs pour les communes. En effet, les taxes sur les bâtiments, les terrains et les sociétés sont transférées de l'État aux communes. En 1894, il tente sans succès de réformer les finances impériales. On lui reproche de s'être détourné des idées libérales pour être plus pratique. En 1895, il propose la création de banques coopératives pour soutenir l'agriculture et les classes moyennes.

Buste de 1899.

En 1897, il devient vice-président du ministère d'État prussien (de). Il reçoit le très prestigieux ordre de l'Aigle noir le 27 janvier 1897 à Berlin et est anobli le 14 avril 1897.
En 1901, Von Miquel défend la question de la construction de canaux devant le parlement. L'empereur Guillaume II n'a pas les mêmes opinions que lui à ce sujet et se sert de l'échec de sa seconde proposition de loi en juin pour l'éloigner du pouvoir.

## Décès et postérité
Il décède le 8 septembre 1901 dans sa maison de Francfort. Il est enterré dans une tombe monumentale au Frankfurter Hauptfriedhof (Gewann D 297). Une partie du Frankfurter Alleenring (de), des rues dans sa ville natale, Neuenhaus, mais aussi à Lingen et Osnabrück portent son nom.
Pour le 70e anniversaire de von Miquel, le ministre de la Culture Robert Bosse a commandé la sculpture d'un buste en marbre à Ferdinand Hartzer (de). L'original se trouve au lycée Georgianum de Lingen, d'autres se trouvent au musée August-Kestner de Hanovre et dans la salle des fêtes de la mairie de Francfort.

## Citations
1. ↑  « Miquelsche Steuerreform »
2. ↑  « Zentralgenossenschaftskasse »